# Risiocnemis rolandmuelleri
Risiocnemis rolandmuelleri är en trollsländeart som beskrevs av Hämäläinen 1991. Risiocnemis rolandmuelleri ingår i släktet Risiocnemis och familjen flodflicksländor. Inga underarter finns listade i Catalogue of Life.